# 成智婁
成智婁（韓語：성지루，1968年10月16日—），韓國男演員。

## 演出作品

### 電視劇／劇集

#### 2000年代
- 2003年：SBS《仙女與騙子》飾演 旻載洙
- 2004年：SBS《走向暴風》
- 2006年：MBC《我人生的Special》飾演 白東求
- 2007年：MBC《狗和狼的時間》飾演 卞東錫
- 2007年：SBS《說客》
- 2008年：SBS《明星的戀人》飾演 徐泰碩

#### 2010年代
- 2010年：SBS《婦產科女醫生》飾演 警察（特別出演）
- 2010年：KBS《富翁的誕生》飾演 宇秉度
- 2010年：MBC《別巡檢3》飾演 崔道坤
- 2011年：KBS《重案組》飾演 南泰植
- 2011年：SBS《武士白東秀》飾演 黃珍奇
- 2011年：MBC《光與影》飾演 申正具
- 2012年：tvN《沒禮貌的英愛小姐11》飾演 成智陸
- 2013年：SBS《野王》飾演 嚴三道
- 2013年：OCN《特殊案件專案组TEN 2》飾演 馬石基
- 2013年：MBC《火之女神井兒》飾演 沈鍾秀
- 2013年：MBC《帝王之女守百香》飾演 大雲
- 2013年：KBS《Drama Special—爸爸變態中》
- 2014年：tvN《魔女的戀愛》飾演 學校警衛
- 2014年：SBS《你們被包圍了》飾演 李應島
- 2014年：OCN《Frost醫生》飾演 南泰奉
- 2014年：tvN《有理的愛情》
- 2015年：SBS《誕生吧！家族》
- 2015年：KBS《Assembly》飾演 邊聖基
- 2016年：MBC《Monster》飾演 高柱泰
- 2016年：SBS《戲子》飾演 金社長
- 2016年：SBS《倒數第二次戀愛》飾演 獨高峰
- 2017年：KBS《學校2017》飾演 羅順奉
- 2017年：tvN《和遊記》飾演 須菩提
- 2018年：SBS《Ms.Ma，復仇的女神》飾演 趙昌日
- 2019年：MBC《新入史官丘海昤》飾演 許三寶

#### 2020年代
- 2020年：MBC《Kairos》飾演 李秉學
- 2020年：OCN《驅魔麵館》飾演 張澈中
- 2021年：SBS《Penthouse 3》飾演 吳萬植
- 2021年：tvN《柔美的細胞小將》飾演 柔美的爸爸
- 2021年：tvN《Bad and Crazy》飾演 郭奉必
- 2022年：JTBC《Insider》飾演 許尚秀
- 2024年：MBC《美好世界》飾演 李漢尚
- 2024年：ENA《夜限照相馆》飾演（特別出演）
- 2025年：Disney+《揭密最前線》飾演 柳警官

### 電影
- 2001年：《新羅月夜》
- 2002年：《人民公敵》
- 2002年：《黑道千金逼我嫁》
- 2002年：《隔兇殺人》
- 2003年：《老師金奉斗》
- 2003年：《殺人回憶》
- 2003年：《我的野蠻初戀》
- 2003年：《家有艷妻》
- 2003年：《春風吹拂》
- 2005年：《大膽家族》
- 2007年：《極樂島殺人事件》
- 2008年：《發球線上》
- 2008年：《錯誤相遇》
- 2008年：《急速醜聞》
- 2009年：《視線1318》
- 2010年：《不可饒恕》
- 2010年：《食客2》
- 2010年：《秘密愛》
- 2010年：《無賴刑警》
- 2011年：《Children》
- 2011年：《陽光姐妹淘》
- 2013年：《傳說的拳頭》
- 2016年：《古山子，大東輿地圖》
- 2017年：《剩餘的愛》
- 2019年：《加油，李先生（朝鲜语：힘을 내요, 미스터 리）》飾演 禎權
- 2019年：《鬼神的香氣（朝鲜语：귀신의 향기）》飾演 聖澤
- 2022年：《宁静的清晨》饰演 在英
- 2022年：《觉醒》饰演 李东赫
- 2024年：《当你沉睡时》饰演 赵博士（友情出演）

## 外部連結
- 成智婁在NAVER上的资料